# Liste der Monuments historiques in Saint-Palais-de-Phiolin
Die Liste der Monuments historiques in Saint-Palais-de-Phiolin führt die Monuments historiques in der französischen Gemeinde Saint-Palais-de-Phiolin auf.

## Liste der Bauwerke
| Bezeichnung       | Beschreibung              | Standort | Kennzeichnung | Schutzstatus | Datum | Bild           |
| ----------------- | ------------------------- | -------- | ------------- | ------------ | ----- | -------------- |
| Kirche St-Pallais | Erbaut im 12. Jahrhundert | (Lage)   | PA00105212    | Classé       | 1913  | weitere Bilder |

## Liste der Objekte
| Bezeichnung                   | Beschreibung                             | Standort                        | Kennzeichnung | Schutzstatus | Datum | Bild |
| ----------------------------- | ---------------------------------------- | ------------------------------- | ------------- | ------------ | ----- | ---- |
| Skulptur des heiligen Pallais | Holz, polychrom gefasst, 18. Jahrhundert | in der Kirche St-Pallais (Lage) | PM17001676    | Inscrit      | 1989  |      |
| Glocke                        | Bronze, 1726 gegossen                    | in der Kirche St-Pallais (Lage) | PM17000445    | Inscrit      | 1908  |      |